# Broederschapshuisjes
De Broederschapshuisjes zijn een rijksmonumentaal rijtje woningen in het Nederlandse dorp Vleuten.
De woningen ontstonden tussen 1599 en 1624 in het kader van armenzorg. Ze zijn vernoemd naar de in de 15e eeuw opgerichte "Broederschap van Onze Lieve Vrouwe", die de woningen tevens in bezit had. Gaandeweg zijn de woningen verbouwd en/of herbouwd. Tot 1954 werden ze verhuurd aan minvermogenden.
In een van de vijf woningen is het documentatiecentrum van de Historische Vereniging Vleuten De Meern Haarzuilens en Leidsche Rijn gevestigd.